# 프라뇨 디야크
프라뇨 디야크(Franjo Dijak, 1977년 6월 2일 ~ )은 크로아티아의 배우이다. 자그레브에서 태어났다.

## 영화
- 고란 (2016년) - 고란 역
- 큐어 - 더 라이프 오브 어나더 (2014년)
- 마레의 집 (2010년)
- 더 블랙스 (2009년)
- 부적응자들 (2009년)
- 카라울라 (2006년)